# Costas Taktsís
Costas Taktsís (Salónica, 8 de octubre de 1927 − Atenas, 25 de agosto de 1988) fue un escritor griego de la llamada Generación de Posguerra.

## Biografía
Su padre, Grigorios Taktsís, y su madre, Elli Zahou, procedían de Romilía del Este, una región de Tracia que actualmente pertenece a Bulgaria. A la edad de siete años, tras la separación de sus padres, se vio obligado a trasladarse a Atenas para vivir con su abuela. Se matriculó en la Facultad de Derecho de la Universidad de Atenas, pero nunca completó sus estudios.
En 1947 fue llamado para servir en el ejército, de donde finalmente se licenció con el nivel de subteniente.
En 1951 se enroló como ayudante del ingeniero-jefe estadounidense en los trabajos para la presa del río Louros. Desde principios de 1954 hasta finales de 1964 viajó y vivió en diferentes países de Europa occidental, África, Australia y Estados Unidos, desempeñando diversos oficios: desde marino hasta ayudante del encargado en la cocina de un restaurante.
A su vuelta a Grecia, intentó ganarse la vida como guía turístico, traductor y, finalmente, como escritor por encargo.
Hombre inteligente y sin ambages, concitó la enemistad y la amistad de muchos.
Durante la Dictadura de los Coroneles (1967-1974), se enfrentó en muchas ocasiones al orden público, e incluso durante la transición luchó por los derechos de los homosexuales, siendo él mismo homosexual declarado.
El 27 de agosto de 1988, su hermana lo encontró asesinado en su casa de Colono. La policía no pudo nunca resolver el enigma. La autopsia confirmó únicamente que la muerte había sobrevenido por estrangulamiento hacia las 2:00 de la madrugada, 24 horas antes.

## Su obra
Taktsís apareció en las letras griegas a principios de la década de 1950 con las colecciones poéticas Δέκα ποιήματα (Diez poemas), Μικρά ποιήματα (Pequeños poemas) y Περί ώραν δωδεκάτην (Hacia la duodécima hora) que más tarde repudió. Siguieron las colecciones poéticas Συμφωνία του “Μπραζίλιαν” (Sinfonía de “el Brasileño”) (1954) y Καφενείο “Το Βυζάντιο” (Café “Bizancio”) (1956).
Con mil dificultades, en 1962 publicó la novela Το τρίτο στεφάνι (La tercera boda), con la cual más tarde fue consagrado como uno de los mejores prosistas de su generación.
Junto con Nanos Balaoritis (Νάνος Βαλαωρίτης) y otros participa en el grupo de la revista literaria de vanguardia Πάλι (Pali) desde 1964 a 1967.
En 1972 publicó la colección de relatos Τα ρέστα (Las vueltas) y en 1979 una colección de textos autobiográficos con el título de Η γιαγιά μου η Αθήνα (Mi abuela Athina).
Después de su muerte se publicaron sus libros
- 1989: Το φοβερό βήμα (El tremendo paso), autobiografía inconclusa
- 1992: Απο τη χαμηλή σκοπιά (Desde la humilde atalaya)
- 1996: Συγγνώμην, εσείς δεν είσθε ο κύριος Ταχτσής; (Perdone, ¿No es usted el señor Taktsís?)
- 1996: Τετράδιον εκθέσεων Κονσταντίνου Γρηγ. Ταχτσή (Cuaderno de exposiciones de Konstantino Greg. Taktsís), redacciones de los años escolares del escritor, y
- 2002: Ένας έλληνας δράκος στο Λονδίνο, Un dragón griego en Londres.

Tradujo además obras de literatura griega clásica y extranjera, principalmente las Comedias de Aristófanes.

## La tercera boda
La obra cumbre de Costas Taktsís es la novela La tercera boda, que, desde 1970 y después, continúa figurando entre los libros más vendidos y se ha traducido a muchas lenguas.
En este libro presenta la Grecia de los relegados, la sufrida familia griega de los años anteriores y posteriores a la Segunda Guerra Mundial a través del desenvuelto y vivo relato personal de dos mujeres: Ecavi y Nina las cuales, en un lenguaje directo y cotidiano, desmenuzan lo que vivieron y lo que las angustiaba de la historia griega contemporánea y cuentan con propiedad todo lo que pasó por encima de ellas.
Pero sobre todo lo cuentan en una lengua «cotidiana, fluida, humana y familiar, sin adornos ni exageraciones, sumergida en las torturas y las desgracias del mundo. Un griego sencillo, cálido y suelto que transportaba a un reconocimiento de sabores, lugares, atmósferas interiores, energías, dramáticos sucesos aliviados con humor, amargos sueños, intentos de supervivencia, lamentos y alegrías, sin pretenderlo» (G. Maniotis).
Un libro «que no pasa de moda y fresco» (Alecos Fasianos).
«Cuantos de sus continuadores intentaron imitar la altura de Taktsís se estrellaron. Sin que ello signifique que no se injertara en la prosa posterior con su ejemplo. Liberó a los nuevos prosistas de las ataduras de la caligrafía y del filologismo. Y como tales imagino los primeros y mejores a los prosistas de la generación de los años ochenta». (Menis Kumantareas).
La tercera boda fue puesta en escena en el Tercer Programa de la Radio Griega en 1979 con montaje de G. Pavrianós. Los papeles de Ecavi y de Nina los encarnaron de manera sobresaliente Smaró Stefanidu y Rena Blajopulu.
La emisión radiofónica del libro fue objeto también ella misma de las protestas del escritor. En un principio, los papeles de Ecavi y de Nina habían sido ofrecidos a Melina Mercuri y a Déspina Diamantidu, las cuales los rechazaron. Más tarde el papel de Ecavi fue confiado a Georguía Basiliadu, pero después de las protestas del escritor, el papel finalmente lo cogió Smaró Stefanidu que encarnó con acierto y estilo inigualables el drama de la sufrida mujer venida a menos. Taktsís hizo objeciones también a la participación de Blajopulu en el papel de Nina.
Taktsís no escribió ninguna otra novela, aparte de los esbozos que había ofrecido en ocasiones, sus restantes obras en prosa resultan principalmente textos biográficos fragmentarios. Biográfica era por otra parte La tercera boda donde, como había dicho el propio Taktsís, casi todos los personajes se han formado a partir de prototipos de su entorno familiar.
Un tema que se recoge en textos posteriores de Taktsís es su homosexualidad que unas veces admite y otras la ve como una maldición permanente. De acuerdo con el tema, había relatado en una entrevista para la revista Κράξιμο (Kráximo) que: el amor homosexual tiene una poética, por así decir, exactamente porque no conduce a ninguna parte. Tiene una disposición trágica. Exactamente porque ni engendra hijo ni la comunidad se predispone nunca a reconocerlo.

## Traducciones al español
- Taktsís, Costas: La tercera boda. Traducción de Natividad Gálvez. Madrid: Alfaguara, 1987 (ISBN 84-204-2450-1).
- Taktsís, Costas: Las vueltas. Traducción de Natividad Gálvez. Madrid: Ediciones del Oriente y del Mediterráneo, 1996 (ISBN 84-87198-35-X).
- Taktsís, Costas: La tercera boda. Traducción de Natividad Gálvez. Principado de Andorra: Trotalibros Editorial, 2022 (ISBN 978-99920-76-28-6)